# Interscope Records
Interscope Records là nhãn hiệu thu âm Hoa Kỳ thuộc Universal Music Group.

## 0-9
- +44[1]
- 50 Cent (Shady/Aftermath/Interscope)[2]

## A
- Ab-Soul (Top Dawg Entertainment/Interscope)[3]
- Agnes[4]
- Lauren Alaina (19/Interscope/Mercury Nashville)[5]
- The All-American Rejects (Doghouse/DGC/Interscope)[6]
- Audio Push[7]
- Mickey Avalon (MySpace/Interscope)[8]

## B
- Bad Meets Evil (Shady/Interscope)[9]
- Azealia Banks[10]
- Travis Barker (LaSalle/Interscope)[11]
- Basement Jaxx[12]
- The Black Eyed Peas (will.i.am/Interscope)[13]
- Black Tide[14]
- Blaqstarr (N.E.E.T./Interscope)[15]
- Bush[16]
- Blackpink (블랙핑크)[17]

## C
- Carney (DAS/Interscope)[18]
- Colette Carr (Cherrytree/Interscope)[19]
- Cassie (Bad Boy/Interscope)[20]
- Greyson Chance (eleveneleven/Interscope)[21]
- Keshia Chanté (KCi/tanjola/Universal Republic/Interscope)[22]
- Chief Keef (Glory Boyz/Interscope)[23]
- Priyanka Chopra[24]
- Luke Christopher[25]
- Cinema Bizarre (Cherrytree/Interscope)[26]
- Chris Cornell (Mosley/Interscope)[27]
- Crookers (Southern Fried/Interscope)[28]

## D
- Roscoe Dash (Zone 4/Interscope)
- Dashboard Confessional[29]
- Ester Dean (Zone 4/Interscope)[30]
- El DeBarge[31]
- Lana Del Rey (Interscope/Stranger)[32]
- Esmée Denters (Tennman/Interscope)[33]
- Destinee & Paris[34]
- Diddy (Bad Boy/Interscope)[35]
- The Diplomats[36]
- Disco Curtis (MySpace/Interscope)[37]
- Dr. Dre (Aftermath/Interscope)[38]

## E
- Eminem (Shady/Aftermath/Interscope)[39]
- Enter Shikari (Tiny Evil/Interscope)[40]
- Jared Evan (Zone 4/Interscope)[41]

## F
- Far East Movement (Cherrytree/Interscope)[42]
- Feist (Cherrytree/Interscope)[43]
- Fergie (will.i.am/Interscope)[44]
- Flipsyde (Cherrytree/Interscope)[45]
- Frankmusik (Cherrytree/Interscope)[46]
- French Montana (Bad Boy/Interscope)[47]
- Nelly Furtado (Mosley/Interscope)[48]

## G
- Game (The Black Wall Street/Interscope)[49]
- Travis Garland (Geffen/Interscope)[50]
- Girls' Generation (SM Entertainment USA/Interscope)[51]
- Cindy Gomez[52]
- Ellie Goulding (Cherrytree/Interscope)[53]
- Skylar Grey (Wonderland/Interscope)[54]

## H
- Keri Hilson (Zone 4/Mosley/Interscope)[55]

## I
- i15 (Zone 4/Interscope)[56]
- Imagine Dragons (KIDinaKORNER/Interscope)[57]

## J
- J Rand (Interscope/Geffen/Poe Boy)[58]
- Alja Jackson[59]
- Carly Rae Jepsen (Schoolboy/Interscope)[60]
- Jibbs[61]
- JoJo (Blackground/Interscope/Streamline)[62]-
- Jazmin Bean
- Jeon So-mi

## K
- Tamar Kaprelian[63]
- Keane (Cherrytree/Interscope)[64]
- Kelis (will.i.am/Interscope)[65]
- Natalia Kills (will.i.am/Cherrytree/Kon Live/Interscope/Bozadya/Dandyville)[66]
- The Knux (Cherrytree/Interscope)[67]

## L
- La Roux (Cherrytree/Interscope)[68]
- Lady Gaga (Streamline/Kon Live/Interscope)[69]
- Kendrick Lamar (Top Dawg Entertainment/Aftermath/Interscope)[3]
- Lawson
- J. Lewis (Blackground/Interscope)[70]
- Lil Playy[71]
- Lloyd (Young Goldie/Interscope)[72]
- LMFAO (will.i.am/Cherrytree/Interscope)[73]
- Pixie Lott[74]

## M
- M.I.A. (N.E.E.T./Interscope)[75]
- Machine Gun Kelly (Bad Boy/Interscope)[76]
- Madonna (Live Nation Worldwide/Interscope)[77]
- Mateo (Krucial Noise/Interscope)[78]
- Scotty McCreery (19/Interscope/Mercury Nashville)[79]
- Christina Milian (Radio Killa/MySpace/Interscope)[80]
- Mindless Behavior (Streamline/Interscope)[81]
- James Morrison[82]
- Mt. Desolation (Cherrytree/Interscope)[83]

## N
- N.E.R.D (Star Trak/Interscope)[84]
- Nero (Cherrytree/Interscope)[85]
- New Kids on the Block[86]
- Megan Nicole (Bad Boy/Interscope)[87]
- No Doubt[88]
- Noah and the Whale (Cherrytree/Interscope)[89]

## O
- OMG Girlz[90]
- One More Girl[91]
- OneRepublic (Mosley/Interscope)[92]
- Lindi Ortega (A&M/Interscope)[93]

## P
- Keke Palmer[94]
- Phillip Phillips (19/Interscope)[95]
- The Pretty Reckless[96]
- Pussycat Dolls (A&M/Interscope)[97]

## Q
- Schoolboy Q (Top Dawg Entertainment/Interscope)[3]
- Queens of the Stone Age[98]

## R
- Mishon Ratliff (Streamline/Interscope)[99]
- Haley Reinhart (19/Interscope)[100]
- Reema Major (G7/UMG/Cherrytree/Interscope)[101]
- Rev Theory[102]
- Rich Boy (Zone 4/Interscope)[103]
- Rise Against (Geffen/DGC/Interscope)[104]
- Robyn (Konichiwa/Cherrytree/Interscope)[105]
- Jay Rock (Strange Music/Top Dawg Entertainment/Interscope)[3]
- Rock City (Konvict/Interscope)[106]
- Gavin Rossdale[107]
- Rye Rye (N.E.E.T./Interscope)[108]

## S
- Sammie[109]
- Jessica Sanchez[110]
- Nicole Scherzinger (A&M/Interscope)[111]
- Semi Precious Weapons (Geffen/Streamline/Cherrytree/Interscope)[112]
- Verse Simmonds (Konvict/Buvision/Interscope)[113]
- Eva Simons[114]
- Slaughterhouse (Shady/Interscope)[115]
- Soulja Boy (Stacks on Deck/Interscope)[116]
- Space Cowboy[117]
- Starshell[118]
- Gwen Stefani[119]
- Street Drum Corps[120]

## T
- Them Crooked Vultures[121]
- Robin Thicke (Star Trak/Interscope)[122]
- Timbaland (Blackground/Mosley/Interscope)[123]
- Tokio Hotel (Cherrytree/Interscope)[124]
- Trevante (Imani Entertainment Group/Interscope Records)
- TV on the Radio (4AD/Interscope)[125]

## U
- U2[126]

## V
- Vado[127]
- Van Halen[128]
- Vistoso Bosses (Collipark/Interscope)[129]
- Kate Voegele (MySpace/Interscope)[130]

## W
- We Are Serenades (Cherrytree/Interscope)[131]
- will.i.am (will.i.am/Interscope)[132]
- Pharrell Williams (I am other/Interscope)[133]
- Wolfmother[134]

## Y
- Yeah Yeah Yeahs (DGC/Interscope)[135]
- Yelawolf (Shady/Ghet-O-Vision/Interscope)[136]
- Yuksek[137]
- Yung L.A.[138]

## Z
- Zedd[139]

1. ↑  "44". Interscope Records. Bản gốc lưu trữ ngày 30 tháng 12 năm 2009. Truy cập ngày 26 tháng 3 năm 2012.
2. ↑  "50 Cent". Interscope Records. Bản gốc lưu trữ ngày 18 tháng 8 năm 2012. Truy cập ngày 26 tháng 3 năm 2012.
3. 1 2 3 4  "Kendrick Lamar, Black Hippy Ink Deals With Interscope And Aftermath". RapFix. MTV Networks. ngày 8 tháng 3 năm 2012. Bản gốc lưu trữ ngày 8 tháng 9 năm 2015. Truy cập ngày 26 tháng 3 năm 2012.
4. ↑  "Agnes". Interscope Records. Bản gốc lưu trữ ngày 26 tháng 11 năm 2009. Truy cập ngày 26 tháng 3 năm 2012.
5. ↑  "Lauren Alaina". Interscope Records. Bản gốc lưu trữ ngày 1 tháng 8 năm 2012. Truy cập ngày 26 tháng 3 năm 2012.
6. ↑  "The All-American Rejects". Interscope Records. Bản gốc lưu trữ ngày 8 tháng 8 năm 2010. Truy cập ngày 26 tháng 3 năm 2012.
7. ↑  "Audio Push". Interscope Records. Bản gốc lưu trữ ngày 5 tháng 8 năm 2010. Truy cập ngày 26 tháng 3 năm 2012.
8. ↑  "Mickey Avalon". Interscope Records. Bản gốc lưu trữ ngày 8 tháng 8 năm 2010. Truy cập ngày 26 tháng 3 năm 2012.
9. ↑  "Bad Meets Evil". Interscope Records. Bản gốc lưu trữ ngày 18 tháng 8 năm 2012. Truy cập ngày 26 tháng 3 năm 2012.
10. ↑  "Bản sao đã lưu trữ". Bản gốc lưu trữ ngày 5 tháng 10 năm 2012. Truy cập ngày 21 tháng 1 năm 2013.
11. ↑  "Travis Barker". Interscope Records. Bản gốc lưu trữ ngày 18 tháng 8 năm 2012. Truy cập ngày 26 tháng 3 năm 2012.
12. ↑  "Basement Jaxx". Interscope Records. Truy cập ngày 26 tháng 3 năm 2012.[liên kết hỏng]
13. ↑  "Black Eyed Peas". Interscope Records. Bản gốc lưu trữ ngày 8 tháng 8 năm 2010. Truy cập ngày 26 tháng 3 năm 2012.
14. ↑  "Black Tide". Interscope Records. Bản gốc lưu trữ ngày 28 tháng 2 năm 2010. Truy cập ngày 26 tháng 3 năm 2012.
15. ↑  "Blaqstarr". Interscope Records. Bản gốc lưu trữ ngày 18 tháng 8 năm 2012. Truy cập ngày 26 tháng 3 năm 2012.
16. ↑  "Bush". Interscope Records. Bản gốc lưu trữ ngày 29 tháng 9 năm 2012. Truy cập ngày 26 tháng 3 năm 2012.
17. ↑   http://blackpinkofficial.com/. {{Chú thích web}}: |title= trống hay bị thiếu (trợ giúp)
18. ↑  "Carney". Interscope Records. Bản gốc lưu trữ ngày 8 tháng 8 năm 2010. Truy cập ngày 26 tháng 3 năm 2012.
19. ↑  "Colette Carr". Interscope Records. Bản gốc lưu trữ ngày 18 tháng 8 năm 2012. Truy cập ngày 26 tháng 3 năm 2012.
20. ↑  "On the Scene: Cassie, Teyana Taylor, Ne-Yo, Adrienne Bailon, Jesse McCartney, Teairra Mari, Justin Bieber". Rap-Up. ngày 24 tháng 4 năm 2010. Truy cập ngày 26 tháng 3 năm 2012.
21. ↑  "Greyson Chance". Interscope Records. Bản gốc lưu trữ ngày 18 tháng 8 năm 2012. Truy cập ngày 26 tháng 3 năm 2012.
22. ↑  "Keshia Chanté". Myspace. Truy cập ngày 26 tháng 3 năm 2012.
23. ↑  "Exclusive: Chief Keef Signs With Interscope Records". Bản gốc lưu trữ ngày 22 tháng 1 năm 2013. Truy cập ngày 16 tháng 9 năm 2015.
24. ↑  "Universal Signs Former Miss World Priyanka Chopra, Troy Carter To Manage". Billboard.biz. ngày 5 tháng 8 năm 2011. Bản gốc lưu trữ ngày 9 tháng 11 năm 2012. Truy cập ngày 26 tháng 3 năm 2012.
25. ↑  http://www.interscope.com/artist/default.aspx?aid=1214%5B%5D
26. ↑  "Cinema Bizarre". Interscope Records. Bản gốc lưu trữ ngày 8 tháng 8 năm 2010. Truy cập ngày 26 tháng 3 năm 2012.
27. ↑  "Chris Cornell". Interscope Records. Bản gốc lưu trữ ngày 8 tháng 8 năm 2010. Truy cập ngày 26 tháng 3 năm 2012.
28. ↑  "Crookers". Interscope Records. Bản gốc lưu trữ ngày 27 tháng 1 năm 2011. Truy cập ngày 26 tháng 3 năm 2012.
29. ↑  "Dashboard Confessional". Interscope Records. Bản gốc lưu trữ ngày 8 tháng 8 năm 2010. Truy cập ngày 26 tháng 3 năm 2012.
30. ↑  "Ester Dean". Interscope Records. Bản gốc lưu trữ ngày 9 tháng 10 năm 2012. Truy cập ngày 26 tháng 3 năm 2012.
31. ↑  "El DeBarge". Interscope Records. Bản gốc lưu trữ ngày 10 tháng 11 năm 2011. Truy cập ngày 26 tháng 3 năm 2012.
32. ↑  "Lana Del Rey". Interscope Records. Bản gốc lưu trữ ngày 19 tháng 3 năm 2012. Truy cập ngày 26 tháng 3 năm 2012.
33. ↑  "Esmee Denters". Interscope Records. Bản gốc lưu trữ ngày 8 tháng 8 năm 2010. Truy cập ngày 26 tháng 3 năm 2012.
34. ↑  "Destinee & Paris". Interscope Records. Truy cập ngày 26 tháng 3 năm 2012.
35. ↑  "Diddy – Dirty Money". Interscope Records. Bản gốc lưu trữ ngày 18 tháng 8 năm 2012. Truy cập ngày 26 tháng 3 năm 2012.
36. ↑  "The Diplomats Signs With Interscope, Inherits Dr. Dre?". Rapfix.mtv.com. ngày 18 tháng 2 năm 2011. Bản gốc lưu trữ ngày 15 tháng 5 năm 2012. Truy cập ngày 26 tháng 3 năm 2012.
37. ↑  "Disco Curtis Signs to Myspace/Interscope Records". Myspace. ngày 4 tháng 1 năm 2010. Truy cập ngày 26 tháng 3 năm 2012.
38. ↑  "Dr. Dre". Interscope Records. Bản gốc lưu trữ ngày 8 tháng 8 năm 2010. Truy cập ngày 26 tháng 3 năm 2012.
39. ↑  "Eminem". Interscope Records. Bản gốc lưu trữ ngày 18 tháng 8 năm 2012. Truy cập ngày 26 tháng 3 năm 2012.
40. ↑  "Enter Shikari". Interscope Records. Bản gốc lưu trữ ngày 8 tháng 8 năm 2010. Truy cập ngày 26 tháng 3 năm 2012.
41. ↑  "Jared Evan". Interscope Records. Bản gốc lưu trữ ngày 18 tháng 8 năm 2012. Truy cập ngày 26 tháng 3 năm 2012.
42. ↑  "Far East Movement". Interscope Records. Bản gốc lưu trữ ngày 18 tháng 8 năm 2012. Truy cập ngày 26 tháng 3 năm 2012.
43. ↑  "Feist". Interscope Records. Bản gốc lưu trữ ngày 8 tháng 8 năm 2010. Truy cập ngày 26 tháng 3 năm 2012.
44. ↑  "Fergie". Interscope Records. Truy cập ngày 10 tháng 12 năm 2012.
45. ↑  "Flipsyde". Interscope Records. Bản gốc lưu trữ ngày 7 tháng 9 năm 2009. Truy cập ngày 26 tháng 3 năm 2012.
46. ↑  "Frankmusik". Interscope Records. Truy cập ngày 26 tháng 3 năm 2012.
47. ↑  "French Montana". Interscope Records. {{Chú thích web}}: |ngày truy cập= cần |url= (trợ giúp); |url= trống hay bị thiếu (trợ giúp); Đã bỏ qua văn bản “urlhttp://www.interscope.com/#!/frenchmontana” (trợ giúp)
48. ↑  "Nelly Furtado". Interscope Records. Truy cập ngày 28 tháng 12 năm 2012.
49. ↑  "GAME". Interscope Records. Bản gốc lưu trữ ngày 8 tháng 8 năm 2010. Truy cập ngày 26 tháng 3 năm 2012.
50. ↑  "Travis Garland". Interscope Records. Bản gốc lưu trữ ngày 15 tháng 9 năm 2012. Truy cập ngày 26 tháng 3 năm 2012.
51. ↑  "Girls' Generation". Interscope Records. Bản gốc lưu trữ ngày 18 tháng 1 năm 2012. Truy cập ngày 26 tháng 3 năm 2012.
52. ↑  "Cindy Gomez". Interscope Records. Bản gốc lưu trữ ngày 10 tháng 11 năm 2011. Truy cập ngày 26 tháng 3 năm 2012.
53. ↑  "Ellie Goulding". Interscope Records. Bản gốc lưu trữ ngày 17 tháng 9 năm 2012. Truy cập ngày 26 tháng 3 năm 2012.
54. ↑  "Skylar Grey". Interscope Records. Bản gốc lưu trữ ngày 18 tháng 8 năm 2012. Truy cập ngày 26 tháng 3 năm 2012.
55. ↑  "Keri Hilson". Interscope Records. Bản gốc lưu trữ ngày 8 tháng 8 năm 2010. Truy cập ngày 26 tháng 3 năm 2012.
56. ↑  "I15". Interscope Records. Bản gốc lưu trữ ngày 5 tháng 12 năm 2009. Truy cập ngày 26 tháng 3 năm 2012.
57. ↑  "Imagine Dragons". Interscope Records. Truy cập ngày 26 tháng 3 năm 2012.
58. ↑  "J Rand". Interscope Records. Bản gốc lưu trữ ngày 4 tháng 10 năm 2012. Truy cập ngày 13 tháng 10 năm 2012.
59. ↑  "Alja Jackson". Interscope Records. Bản gốc lưu trữ ngày 8 tháng 4 năm 2010. Truy cập ngày 26 tháng 3 năm 2012.
60. ↑  "Carly Rae Jepsen". Interscope Records. Bản gốc lưu trữ ngày 5 tháng 10 năm 2012. Truy cập ngày 13 tháng 10 năm 2012.
61. ↑  "Jibbs". Interscope Records. Bản gốc lưu trữ ngày 10 tháng 6 năm 2009. Truy cập ngày 26 tháng 3 năm 2012.
62. ↑  "JoJo". Interscope Records. Bản gốc lưu trữ ngày 26 tháng 7 năm 2010. Truy cập ngày 26 tháng 3 năm 2012.
63. ↑  "Tamar Kaprelian". Interscope Records. Truy cập ngày 26 tháng 3 năm 2012.
64. ↑  "Keane". Interscope Records. Bản gốc lưu trữ ngày 8 tháng 4 năm 2010. Truy cập ngày 26 tháng 3 năm 2012.
65. ↑  "Kelis". Interscope Records. Bản gốc lưu trữ ngày 27 tháng 1 năm 2011. Truy cập ngày 26 tháng 3 năm 2012.
66. ↑  "Natalia Kills". Interscope Records. Bản gốc lưu trữ ngày 1 tháng 10 năm 2012. Truy cập ngày 26 tháng 3 năm 2012.
67. ↑  "The Knux". Interscope Records. Bản gốc lưu trữ ngày 8 tháng 8 năm 2010. Truy cập ngày 26 tháng 3 năm 2012.
68. ↑  "La Roux". Interscope Records. Bản gốc lưu trữ ngày 8 tháng 6 năm 2012. Truy cập ngày 26 tháng 3 năm 2012.
69. ↑  "Lady Gaga". Interscope Records. Bản gốc lưu trữ ngày 27 tháng 6 năm 2009. Truy cập ngày 26 tháng 3 năm 2012.
70. ↑  "J. Lewis". Interscope Records. Truy cập ngày 26 tháng 3 năm 2012.[liên kết hỏng]
71. ↑  "Lil Playy". Interscope Records. Bản gốc lưu trữ ngày 25 tháng 8 năm 2012. Truy cập ngày 26 tháng 3 năm 2012.
72. ↑  "Lloyd". Interscope Records. Bản gốc lưu trữ ngày 18 tháng 8 năm 2012. Truy cập ngày 26 tháng 3 năm 2012.
73. ↑  "LMFAO". Interscope Records. Bản gốc lưu trữ ngày 8 tháng 8 năm 2010. Truy cập ngày 26 tháng 3 năm 2012.
74. ↑  "Billboard - Music Charts, Music News, Artist Photo Gallery & Free Video". Billboard. Truy cập ngày 16 tháng 9 năm 2015.
75. ↑  "M.I.A." Interscope Records. Bản gốc lưu trữ ngày 1 tháng 10 năm 2012. Truy cập ngày 26 tháng 3 năm 2012.
76. ↑  "Machine Gun Kelly Announces Deal With Bad Boy/Interscope: 'They Understood Our Idea'". Vibe. ngày 3 tháng 8 năm 2011. Truy cập ngày 26 tháng 3 năm 2012.
77. ↑  "Madonna". Interscope Records. Bản gốc lưu trữ ngày 25 tháng 8 năm 2012. Truy cập ngày 22 tháng 9 năm 2012.
78. ↑  Omisore, Adeniyi (ngày 18 tháng 4 năm 2012). 18 tháng 4 năm 2012/Mateos-Indie-Grind-Pays-Off-With-Interscope-Deal/ "Mateo's Indie Grind Pays Off With Interscope Deal". Singersroom. Truy cập ngày 8 tháng 10 năm 2012. {{Chú thích web}}: Kiểm tra giá trị |url= (trợ giúp)[liên kết hỏng]
79. ↑  "Scotty McCreery". Interscope Records. Bản gốc lưu trữ ngày 1 tháng 8 năm 2012. Truy cập ngày 26 tháng 3 năm 2012.
80. ↑  Washington, Jessica (ngày 17 tháng 2 năm 2009). "Christina Milian Signs with The-Dream's Radio Killa Records". Rap-Up. Truy cập ngày 24 tháng 9 năm 2012.
81. ↑  "Mindless Behavior". Interscope Records. Bản gốc lưu trữ ngày 18 tháng 8 năm 2012. Truy cập ngày 26 tháng 3 năm 2012.
82. ↑  "James Morrison". Interscope Records. Bản gốc lưu trữ ngày 22 tháng 7 năm 2010. Truy cập ngày 26 tháng 3 năm 2012.
83. ↑  "Mt. Desolation". Interscope Records. Bản gốc lưu trữ ngày 15 tháng 9 năm 2012. Truy cập ngày 26 tháng 3 năm 2012.
84. ↑  "N*E*R*D". Interscope Records. Bản gốc lưu trữ ngày 18 tháng 8 năm 2012. Truy cập ngày 26 tháng 3 năm 2012.
85. ↑  "Nero". Interscope Records. Bản gốc lưu trữ ngày 26 tháng 9 năm 2012. Truy cập ngày 26 tháng 3 năm 2012.
86. ↑  "New Kids on the Block". Interscope Records. Bản gốc lưu trữ ngày 8 tháng 8 năm 2010. Truy cập ngày 26 tháng 3 năm 2012.
87. ↑  "Bad Boy Records Signs Viral Sensation Megan Nicole". PR Newswire. UBM plc. ngày 22 tháng 8 năm 2012.
88. ↑  "No Doubt". Interscope Records. Bản gốc lưu trữ ngày 18 tháng 8 năm 2012. Truy cập ngày 26 tháng 3 năm 2012.
89. ↑  "Noah and the Whale". Interscope Records. Bản gốc lưu trữ ngày 8 tháng 8 năm 2010. Truy cập ngày 26 tháng 3 năm 2012.
90. ↑  "OMG Girlz". Interscope Records. Bản gốc lưu trữ ngày 4 tháng 10 năm 2012. Truy cập ngày 26 tháng 3 năm 2012.
91. ↑  "One More Girl goes one step farther". Vancouver Sun. ngày 17 tháng 8 năm 2011.[liên kết hỏng]
92. ↑  "OneRepublic". Interscope Records. Bản gốc lưu trữ ngày 16 tháng 7 năm 2010. Truy cập ngày 26 tháng 3 năm 2012.
93. ↑  "Lindi Ortega". Interscope Records. Bản gốc lưu trữ ngày 8 tháng 8 năm 2010. Truy cập ngày 26 tháng 3 năm 2012.
94. ↑  "Bản sao đã lưu trữ". Bản gốc lưu trữ ngày 18 tháng 8 năm 2012. Truy cập ngày 21 tháng 1 năm 2013.
95. ↑  "Phillip Phillips". Interscope Records. Bản gốc lưu trữ ngày 8 tháng 10 năm 2012. Truy cập ngày 16 tháng 9 năm 2015.
96. ↑  "The Pretty Reckless". Interscope Records. Bản gốc lưu trữ ngày 18 tháng 8 năm 2012. Truy cập ngày 26 tháng 3 năm 2012.
97. ↑  "Pussycat Dolls". Interscope Records. Bản gốc lưu trữ ngày 8 tháng 8 năm 2010. Truy cập ngày 26 tháng 3 năm 2012.
98. ↑  "Queens Of The Stone Age". Interscope Records. Bản gốc lưu trữ ngày 8 tháng 8 năm 2010. Truy cập ngày 26 tháng 3 năm 2012.
99. ↑  "Mishon". Interscope Records. Bản gốc lưu trữ ngày 8 tháng 8 năm 2010. Truy cập ngày 26 tháng 3 năm 2012.
100. ↑  "Haley Reinhart". Interscope Records. Bản gốc lưu trữ ngày 8 tháng 10 năm 2012. Truy cập ngày 22 tháng 9 năm 2012.
101. ↑  "Reema Major". Interscope Records. Truy cập ngày 26 tháng 3 năm 2012.[liên kết hỏng]
102. ↑  "Rev Theory". Interscope Records. Bản gốc lưu trữ ngày 8 tháng 8 năm 2010. Truy cập ngày 26 tháng 3 năm 2012.
103. ↑  "Rich Boy". Interscope Records. Bản gốc lưu trữ ngày 27 tháng 1 năm 2011. Truy cập ngày 26 tháng 3 năm 2012.
104. ↑  "Rise Against". Interscope Records. Bản gốc lưu trữ ngày 16 tháng 4 năm 2010. Truy cập ngày 26 tháng 3 năm 2012.
105. ↑  "Robyn". Interscope Records. Bản gốc lưu trữ ngày 16 tháng 6 năm 2012. Truy cập ngày 26 tháng 3 năm 2012.
106. ↑  "R. City". Interscope Records. Bản gốc lưu trữ ngày 8 tháng 8 năm 2010. Truy cập ngày 26 tháng 3 năm 2012.
107. ↑  "Gavin Rossdale". Interscope Records. Bản gốc lưu trữ ngày 20 tháng 12 năm 2011. Truy cập ngày 26 tháng 3 năm 2012.
108. ↑  "Rye Rye". Interscope Records. Bản gốc lưu trữ ngày 18 tháng 8 năm 2012. Truy cập ngày 26 tháng 3 năm 2012.
109. ↑  "Sammie Interview". BlazinStreetz.com. ngày 15 tháng 6 năm 2010. Truy cập ngày 26 tháng 3 năm 2012.
110. ↑  "Jessica Sanchez". Interscope Records. Bản gốc lưu trữ ngày 5 tháng 10 năm 2012. Truy cập 05-27-12. {{Chú thích web}}: Kiểm tra giá trị ngày tháng trong: |access-date= (trợ giúp)
111. ↑  "Nicole Scherzinger". Interscope Records. Bản gốc lưu trữ ngày 8 tháng 8 năm 2010. Truy cập ngày 26 tháng 3 năm 2012.
112. ↑  "Semi Precious Weapons". Interscope Records. Bản gốc lưu trữ ngày 18 tháng 6 năm 2012. Truy cập ngày 26 tháng 3 năm 2012.
113. ↑  "Verse Simmonds". Interscope Records. Bản gốc lưu trữ ngày 29 tháng 9 năm 2012. Truy cập ngày 26 tháng 3 năm 2012.
114. ↑  "Bản sao đã lưu trữ". Bản gốc lưu trữ ngày 4 tháng 10 năm 2012. Truy cập ngày 21 tháng 1 năm 2013.
115. ↑  "Slaughterhouse". Interscope Records access-date =ngày 26 tháng 3 năm 2012. Bản gốc lưu trữ ngày 8 tháng 5 năm 2011. Truy cập ngày 21 tháng 1 năm 2013. {{Chú thích web}}: Thiếu dấu sổ thẳng trong: |publisher= (trợ giúp)
116. ↑  "Soulja Boy". Interscope Records. Bản gốc lưu trữ ngày 19 tháng 8 năm 2012. Truy cập ngày 26 tháng 3 năm 2012.
117. ↑  "Space Cowboy". Interscope Records. Bản gốc lưu trữ ngày 23 tháng 5 năm 2010. Truy cập ngày 26 tháng 3 năm 2012.
118. ↑  "Starshell". Interscope Records. Bản gốc lưu trữ ngày 18 tháng 8 năm 2012. Truy cập ngày 26 tháng 3 năm 2012.
119. ↑  "Gwen Stefani". Interscope Records. Bản gốc lưu trữ ngày 6 tháng 10 năm 2008. Truy cập ngày 26 tháng 3 năm 2012.
120. ↑  "Street Drum Corps". Interscope Records. Bản gốc lưu trữ ngày 29 tháng 9 năm 2012. Truy cập ngày 26 tháng 3 năm 2012.
121. ↑  "Them Crooked Vultures". Interscope Records. Bản gốc lưu trữ ngày 18 tháng 8 năm 2012. Truy cập ngày 26 tháng 3 năm 2012.
122. ↑  "Robin Thicke". Interscope Records. Bản gốc lưu trữ ngày 18 tháng 8 năm 2012. Truy cập ngày 26 tháng 3 năm 2012.
123. ↑  "Timbaland". Interscope Records. Bản gốc lưu trữ ngày 25 tháng 8 năm 2012. Truy cập ngày 26 tháng 3 năm 2012.
124. ↑  "Tokio Hotel". Interscope Records. Bản gốc lưu trữ ngày 18 tháng 8 năm 2012. Truy cập ngày 26 tháng 3 năm 2012.
125. ↑  "TV On The Radio". Interscope Records. Bản gốc lưu trữ ngày 18 tháng 6 năm 2012. Truy cập ngày 26 tháng 3 năm 2012.
126. ↑  "U2". Interscope Records. Bản gốc lưu trữ ngày 18 tháng 8 năm 2012. Truy cập ngày 26 tháng 3 năm 2012.
127. ↑  Burgess, Omar (ngày 28 tháng 3 năm 2011). "Vado Signs With Interscope". HipHop DX. Truy cập ngày 26 tháng 3 năm 2012.
128. ↑  Greene, Andy (ngày 14 tháng 11 năm 2011). "Van Halen Sign to Interscope Records". Rolling Stone. Truy cập ngày 26 tháng 3 năm 2012.
129. ↑  "Vistoso Bosses". Interscope Records. Bản gốc lưu trữ ngày 18 tháng 6 năm 2012. Truy cập ngày 26 tháng 3 năm 2012.
130. ↑  "Kate Voegele". Interscope Records. Bản gốc lưu trữ ngày 27 tháng 1 năm 2011. Truy cập ngày 26 tháng 3 năm 2012.
131. ↑  "We Are Serenades". Interscope Records. Bản gốc lưu trữ ngày 18 tháng 8 năm 2012. Truy cập ngày 26 tháng 3 năm 2012.
132. ↑  "will.i.am". Interscope Records. Bản gốc lưu trữ ngày 18 tháng 8 năm 2012. Truy cập ngày 26 tháng 3 năm 2012.
133. ↑  "Pharrell Williams". Interscope Records. Bản gốc lưu trữ ngày 18 tháng 8 năm 2012. Truy cập ngày 26 tháng 3 năm 2012.
134. ↑  "Wolfmother". Interscope Records. Bản gốc lưu trữ ngày 18 tháng 6 năm 2012. Truy cập ngày 26 tháng 3 năm 2012.
135. ↑  "Yeah Yeah Yeahs". Interscope Records. Bản gốc lưu trữ ngày 18 tháng 8 năm 2012. Truy cập ngày 26 tháng 3 năm 2012.
136. ↑  "Yelawolf". Interscope Records. Bản gốc lưu trữ ngày 18 tháng 8 năm 2012. Truy cập ngày 26 tháng 3 năm 2012.
137. ↑  "Yuksek". Interscope Records. Bản gốc lưu trữ ngày 27 tháng 9 năm 2009. Truy cập ngày 26 tháng 3 năm 2012.
138. ↑  "Yung LA". Interscope Records. Bản gốc lưu trữ ngày 25 tháng 2 năm 2009. Truy cập ngày 26 tháng 3 năm 2012.
139. ↑  "Zedd". Interscope Records. Bản gốc lưu trữ ngày 4 tháng 10 năm 2012. Truy cập ngày 7 tháng 10 năm 2012.

- Interscope.com
- Video Interview with Jimmy Iovine, Chairman of Interscope Lưu trữ ngày 16 tháng 2 năm 2012 tại Wayback Machine
- Interview with Interscope A&R Mark Williams, HitQuarters tháng 4 năm 2006